# 用友
用友网络科技股份有限公司（简称用友网络或用友，英语：Yonyou Network Technology Co., Ltd.）是全球领先的企业云服务与软件供应商，在财务、人力、供应链、营销、采购、制造、研发、项目、资产、协同等10大领域为客户提供企业云服务产品与解决方案。到2023年，用友已在全球拥有230多个分支机构和10,000多家生态伙伴。

## 历史
用友网络于1988年在北京创立。1988年12月，王文京和苏启强借了5万元作为创业资金，成立用友财务软件服务社。
1990年，用友推出UFO报表。
1998年，用友发布企业管理软件U8和NC早期版本，进入ERP领域。
2001年，用友软件股份有限公司成功在上海证券交易所A股上市，股票代码为：SSE 600588。
2003年，用友在香港成立用友网络海外客户事业本部——用友香港，也是用友网络在海外第一间业务机构。
2008年，用友联合中国软件行业协会和微软公司率先推出全球第一款完全基于SOA架构的企业管理软件用友U9。
2010年，用友集团旗下成员企业畅捷通成立，并于2014年在香港交易所主板挂牌上市，股票代码为：01588.HK。
2015年，“用友软件股份有限公司”正式变更为“用友网络科技股份有限公司”。在公司名称完成变更登记手续后，公司向上海证券交易所申请将公司证券简称“用友软件”变更为“用友网络”。
2017年，用友新一代云ERP——U8Cloud发布。
2019年，用友发布成长型企业云服务产品YonSuite，是中国首款面向中小企业的纯公有云服务套件。
2020年，用友提出商业创新平台（Business Innovation Platform，BIP）的理念，发布YonBIP用友商业创新平台。
2023年，用友以“数据驱动、智能运营”为主题举办“2023全球商业创新大会”，发布用友BIP3最新版与业界首个企业服务大模型YonGPT。

## 海外用友
用友于2003年在香港成立海外客户事业部总部，积极扩展亚太地区，从成立至今已经发展到拥有400多位海外员工的规模，已服务1000多家海外中高端客户，在海外实施交付项目的国家及地区超过40个。目前海外分支机构发展至12个，覆盖香港、澳门、台湾、新加坡、马来西亚、泰国、印度尼西亚、越南、北美洲、欧洲、日本、中东及非洲市场。